# Drslav z Kravař
Drslav z Kravař († 1365) byl moravský šlechtic z rodu pánů z Kravař. Působil jako politik a důvěrnik krále Karla IV.

## Život
Jeho otcem byl Vok I. z Kravař. Drslav se narodil z druhého Vokova manželství a spolu se svým bratrem Ješkem z Kravař z téhož manželství kráčeli společnou cestou, z níž vznikla jičínsko-fulnecká větev Kravařských. 
První písemná zmínka o Drslavovi pochází z roku 1329, kdy je uváděn na listině se svým bratrem Ješkem, když "pro spásu duše a odpuštění svých hříchů" darovali fulneckému kostelu plat z jednoho lánu.
Po smrti svého otce si bratři z druhého manželství rozdělili majetek, Drslav získal panství Fulnek a Bílovec. V prvních letech je o Drslavovi málo písemných zmínek a z let 1340 až 1350 jakékoliv zmínky zcela chybí. Až roku 1351 je uveden jako účastník zemského sněmu v Olomouci. V roce 1355 si Drslav spojil se svým bratrem Ješkem navzájem statky, aby v případě úmrtí jednoho z nich zůstal majetek rodu.
V posledních deseti letech se uvádí Drslav na listinách velmi často, pronikl i do nejvyšších kruhů do okolí císaře Karla IV. V této době dosáhl Drslav titulu královského hejtmana ve Frankensteinu (dnešní Ząbkowice Śląskie). V roce 1360 se Drslav zúčastnil tažení vojska Karla IV. proti württemberským hrabatům a zde se uvádí jako králův důvěrník. Účastnil se politického života, králových vojenských akcí i jednání a Karel IV. ho v jedné listině označil za svého soukromého rádce.
Drslav zemřel předčasně roku 1365. V lednu roku následujícího pak došlo k rozdělení jeho majetku mezi potomky.

## Potomstvo
- Vok z Kravař a Jičína (1340–1386)
- Beneš z Kravař a Krumlova (1347–1398)
- Drslav z Kravař a Fulneka (1347–1380)
- Lacek z Kravař a Helfštejna (1348–1416)
- Ofka z Kravař († 1404), manžel Jindřich z Lipé
- Dorota z Kravař (1369–1371), manžel Jan z Vildenberka